# Carlos Alberto Breis Pereira
Carlos Alberto Breis Pereira, O.F.M. (São Francisco do Sul, 16 de setembro de 1965), também conhecido como Dom Beto é um frade franciscano e bispo católico brasileiro. É o atual arcebispo de Maceió.

## Biografia
Dom Carlos Alberto Breis Pereira nasceu em 16 de setembro de 1965 em São Francisco do Sul. Ingressou na Província Franciscana da Imaculada Conceição e fez o noviciado.  Emitiu a profissão religiosa em 10 de janeiro de 1987. Depois transferiu-se para a Província de Santo Antônio do Brasil, no Nordeste, e foi ordenado sacerdote em 20 de agosto de 1994.
Estudou Filosofia no Instituto de Teologia do Recife – ITER (1988-1989) e Teologia no Instituto Franciscano de Teologia de Olinda – IFTO (1990-1993).  Licenciou-se em Teologia Espiritual na Pontifícia Universidade Antonianum de Roma (2005-2007).
No âmbito da sua Ordem desempenhou os cargos de pároco em várias paróquias;  Mestre dos frades professos temporários; Secretário provincial da formação e estudos; Guardião e Definidor provincial; Vigário provincial; Moderador da formação permanente; Coordenador do serviço de formação da Conferência O.F.M. no Brasil. E foi Ministro Provincial da Província de “Santo Antônio”, com sede em Recife. Era Presidente da Conferência dos Frades Menores do Brasil quando foi nomeado ao episcopado.
Em 17 de fevereiro de 2016, o Papa Francisco o nomeou como bispo coadjutor de Juazeiro. Recebeu a ordenação episcopal em 7 de maio do mesmo ano, na Basílica do Sagrado Coração de Jesus de Recife, de Dom Frei Antônio Fernando Saburido, O.S.B., arcebispo de Olinda e Recife, coadjuvado por Dom José Geraldo da Cruz, A.A., bispo de Juazeiro e por Dom José Haring, O.F.M., bispo de Limoeiro do Norte. A partir de 7 de setembro de 2016 foi bispo diocesano de Juazeiro.
Em 8 de novembro de 2023, o Papa Francisco o nomeou como arcebispo coadjutor de Maceió.
Em 3 de abril de 2024, sucedeu como arcebispo de Maceió, com a renúncia de seu antecessor.